# Cinta de la medida de la Virgen del Pilar

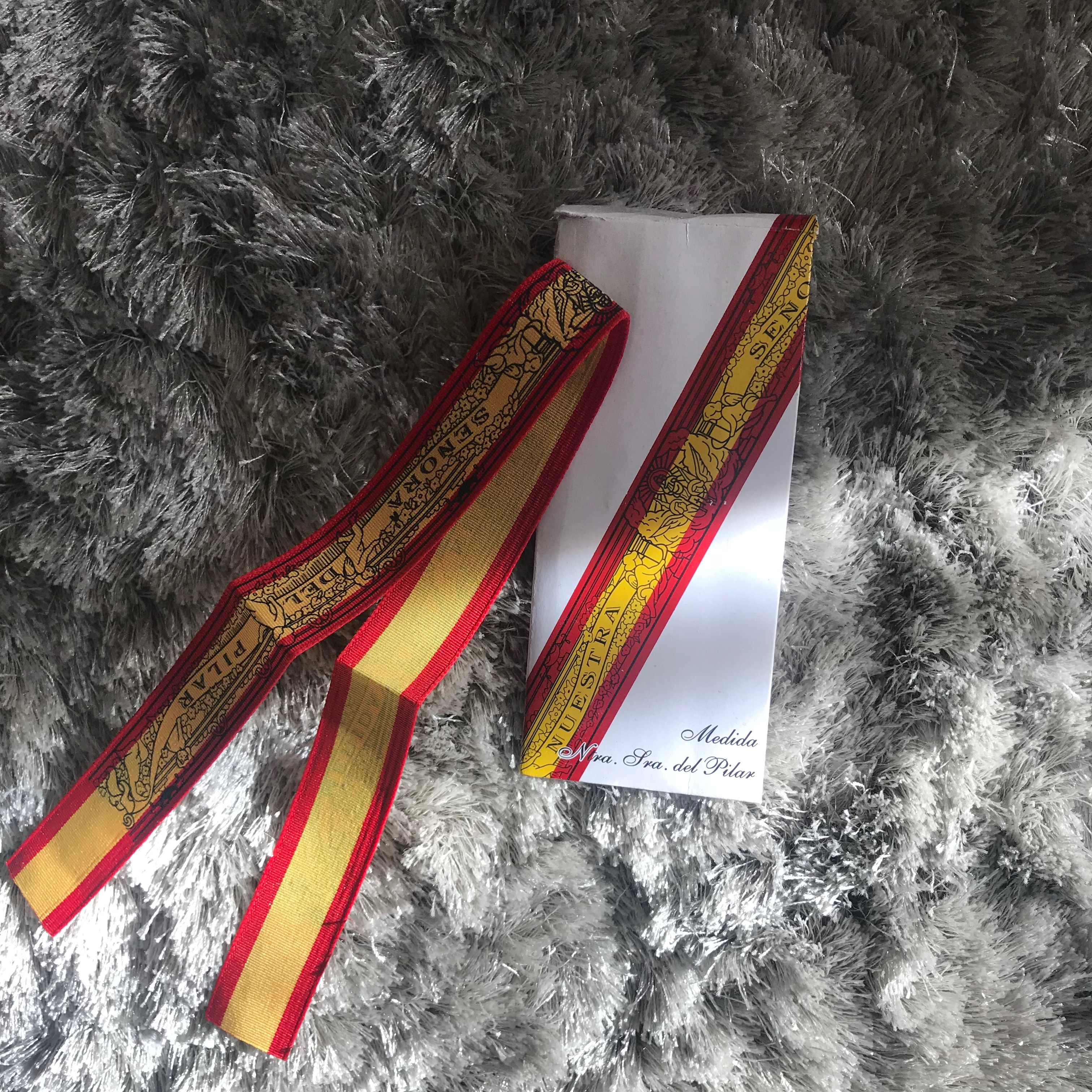
Cinta de la Virgen del Pilar con la bandera de España de fondo.

Una cinta (de la medida) de la Virgen del Pilar es una pequeña cinta de tela impresa con la imagen de la Virgen del Pilar, de unos 40 x 2,5 centímetros, que se vende en la Basílica del Pilar, en Zaragoza (España).

## Descripción

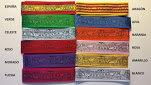
Distintos colores y fondos de las cintas de la Virgen.

Las cintas son de seda y tienen unas medidas de 40 x 2,5 centímetros, en las que hay una impresión de 36,5 centímetros que representa a la Virgen y contiene el texto «Medida de Nuestra Señora del Pilar». Los 36,5 cm son la altura de la escultura de la Virgen del Pilar que se venera en la Capilla de Nuestra Señora del Pilar. Se puede obtener en doce colores de fondo: azul claro, azul oscuro, rosa, fucsia, verde, amarillo, rojo, morado, naranja y blanco; además de las banderas de Aragón y de España. Aunque mucha gente así lo cree, el color de la cinta no cuenta con un significación especial. El significado está en el que cada persona le quiera darle, o dicho de otra manera está relacionado con los deseos y oraciones de las personas que las portan.
Las cintas se llevan como pulseras, en el coche, atadas al retrovisor, atadas a mochilas, maletas o carritos de niños. También suelen acompañar a las novias el día de la boda, ya sea en el vestido o en el ramo.
Se pueden comprar en la misma Basílica del Pilar, en un pequeño espacio en la entrada de sureste, del lado de la Plaza del Pilar, la más cercana al Ayuntamiento. La cinta simboliza «una fuente de paz, amor y consuelo en momentos difíciles, como enfermedades, exámenes o negocios. En Zaragoza, la cinta es un símbolo importante de la ciudad, de la fe y de la cultura local.»

## Historia
A finales del siglo XV aparecen las primeras noticias de los mantos del Pilar, ricos mantos que se usaban para cubrir la columna venerada en la Basílica. Durante el siglo XVII se extendió la creencia de que los mantos podían beneficiar a los enfermos, que quedaban bajo la protección de la Virgen. Las peticiones al cabildo para tomar prestados los mantos fueron aumentando y la dificultad de enviarlos a los enfermos de fuera de la ciudad, llevó a buscar otra solución.
En 1621 se documenta por primera vez el uso de una medida de la Virgen del Pilar. En el escrito los jurados de Zaragoza reservaban en exclusiva la comercialización de las medidas al cabildo de las Catedrales. También se fijaba una multa de 60 sueldos jaqueses para aquellos que vendiesen las medidas sin permiso. A partir de ese momento comenzaron a fabricarse cintas de papel o tela con la medida de la Virgen.